# 323 p.n.e.
| [ Edytuj tabelę ] | |
| Władca Chin       | - 369 p.n.e. Xianwang 321 p.n.e. |
| Władca Egiptu     | - 332 p.n.e. Aleksander Macedoński 323 p.n.e. - 323 p.n.e. Aleksander IV 309 p.n.e. - 323 p.n.e. Ptolemeusz I Soter 282 p.n.e.                                      |
| Król Epiru        | - 330 p.n.e. Neoptolemos II 313 p.n.e. - 325 p.n.e. Ajakides 317 p.n.e.                                                                                             |
| Tyran Heraklei    | - 337 p.n.e. Dionizjusz Dobry 305 p.n.e. |
| Król Ilirii       | - 335 p.n.e. Bardylis II 295 p.n.e. |
| Król Macedonii    | - 336 p.n.e. Aleksander Wielki 323 p.n.e. - 323 p.n.e. Filip Arrhidaeus 317 p.n.e. - 323 p.n.e. Aleksander IV 309 p.n.e. - 323 p.n.e. Perdikkas (regent) 321 p.n.e. |
| Król Sparty       | - 370 p.n.e. Kleomenes II 309 p.n.e. - 331 p.n.e. Eudamidas I 305 p.n.e.                                                                                            |
| Król Sydonu       | - 332 p.n.e. Abdalonymos 312 p.n.e. |
| Król Syngalezów   | - 367 p.n.e. Mutasiva 307 p.n.e. |
| Król Tracji       | - 330 p.n.e. Seutes III 300 p.n.e. |

Rok 323 p.n.e.
stulecia: V wiek p.n.e. ~
IV wiek p.n.e. ~
III wiek p.n.e.

lata: 333 p.n.e. «
327 p.n.e. «
326 p.n.e. «
325 p.n.e. «
324 p.n.e. «
323 p.n.e. »
322 p.n.e. »
321 p.n.e. »
320 p.n.e. »
319 p.n.e. »
313 p.n.e.

## Wydarzenia
- Aleksander Macedoński zmarł w Babilonie. Perdikkas regentem Macedonii w imieniu małoletniego Aleksandra IV.
- Na wieść o śmierci Aleksandra Ateny zbuntowały się przeciwko macedońskiej hegemonii, wybuchła wojna lamijska.
- Harpalos, skarbnik Aleksandra Wielkiego, mimo defraudacji wielkich sum otrzymał schronienie w Atenach za sprawą Demostenesa.
- Ptolemeusz został satrapą Egiptu.
- Neoptolemos satrapą Armenii.
- Z rozkazu Perdikkasa krwawo stłumiono bunt greckich żołnierzy próbujących wrócić z Baktrii.

## Urodzili się
- sierpień – Aleksander IV, syn Aleksandra Wielkiego.

## Zmarli
- 10 czerwca – Aleksander Macedoński (ur. 356 p.n.e.)
- Diogenes z Synopy, grecki filozof.
- Harpalos, skarbnik.
- Leosthenes, ateński dowódca.